# رتبة التكامل

تغيير رتب التكامل، عن طريق تغيير أخذ مقطع عمودي أو أفقي.

في التفاضل والتكامل، تبادل ترتيب التكامل هو منهجية تحول التكاملات التكرارية (أو تكاملات متعددة من خلال استخدام نظرية فوبيني) من الدوال إلى تكاملات أخرى، أبسط، عن طريق تغيير الترتيب الذي يتم تنفيذ التكامل. في بعض الحالات، يمكن تغيير ترتيب التكامل بشكل صحيح؛ في حالات أخرى لا يمكن.
تنطبق الطريقة أيضًا على تكاملات متعددة أخرى.
في بعض الأحيان، على الرغم من صعوبة إجراء تغيير ترتيب كامل، أو ربما يتطلب تكامل عددي، يمكن تقليل التكامل المزدوج إلى تكامل واحد، الاختزال في تكامل واحد يجعل التقييم العددي أسهل بكثير وأكثر كفاءة.